# Sinne Eeg
Sinne Eeg (Lemvig, 1º settembre 1977) è una cantante danese.

## Biografia
Dopo i suoi studi al Conservatorio Vestjysk di Esbjerg, Sinne Eeg ha iniziato ad insegnare musica, e parallelamente ha avviato la sua carriera musicale con l'album di debutto eponimo del 2003. Nel corso degli anni successivi ha realizzato altri album sia da solista che con altri cantautori jazz danesi, nonché due dischi accompagnata dai musicisti della Danmarks Radio. La sua carriera musicale l'ha portata ad esibirsi in Europa, Asia e Nord America; quando si trova in Danimarca, Sinne Eeg si esibisce regolarmente al jazz club La Fontaine di Copenaghen.
Il suo primo ingresso nella classifica ufficiale danese è avvenuto nel 2014, quando il suo album Face the Music ha debuttato alla 31ª posizione. Fra i premi che ha vinto nella sua carriera, si ricordano invece quattro Danish Music Awards, il principale riconoscimento musicale danese, per l'album jazz dell'anno: uno nel 2007 per Waiting for Dawn, uno nel 2010 per Don't Be So Blue, uno per Face the Music nel 2014, e un quarto nel 2015 per Eeg-Fonnesbaek, in collaborazione con Thomas Fonnesbæk.

## Discografia

### Album in studio
- 2003 – Sinne Eeg
- 2005 – Abrikostraeet (con Mads Vinding e Lise Marie Nedergaard)
- 2007 – Waiting for Dawn
- 2008 – Kun en drøm/Remembering You
- 2009 – Merry Christmas, Baby (con Bobo Moreno e la Danish Radio Big Band)
- 2010 – Don't Be So Blue
- 2012 – The Beauty of Sadness
- 2013 – Hymn for Life (con Marc Bernstein)
- 2014 – Face the Music
- 2015 – Eeg-Fonnesbaek (con Thomas Fonnesbæk)
- 2017 – Dreams
- 2020 – We've Just Begun (con la Danish Radio Big Band)

### Raccolte
- 2015 – The Best of Sinne Eeg

### Singoli
- 2012 – So Now You Know
- 2017 – The Bitter End
- 2017 – Time to Go
- 2019 – We've Just Begun (con la Danish Radio Big Band)
- 2020 – Talking to Myself (con la Danish Radio Big Band)